# 中川淳庵
中川 淳庵（なかがわ じゅんあん/じゅんなん、元文4年（1739年） - 天明6年6月7日（1786年7月2日）は、江戸時代中期の医者・本草学者・蘭学者。はじめ純安と名乗る。名は鱗（りん）もしくは玄鱗。字は攀卿。
若狭国小浜藩に勤めた江戸の蘭方医として、杉田玄白の後輩にあたる。前野良沢・杉田玄白とともに『解体新書』を翻訳した。

## 生涯
祖父の代から小浜藩の蘭方医を務めた家系といわれている。江戸麹町に住んでいた。
山形藩医の安富寄碩にオランダ語を学び、本草学を田村藍水に学ぶ。1764年（明和元年）平賀源内と共に火浣布を造った。オランダ物産についても興味を持ち、カピタン（オランダ商館長）が逗留した長崎屋にしばしば訪問する。
1771年（明和7年）杉田玄白らと共に『解体新書』翻訳に参加し、訳述に当たる。その後もオランダ語の学習を続け、1776年（安永5年）、ツンベリーとは植物学などや会話も行い、学んだ。
向学心と積極性に富み、多くの学者と交わり、蘭学の発展に貢献する。
1778年（安永7年）若狭藩の御典医となって、1786年（天明6年）、膈症により死去。

## 本草家としての活動

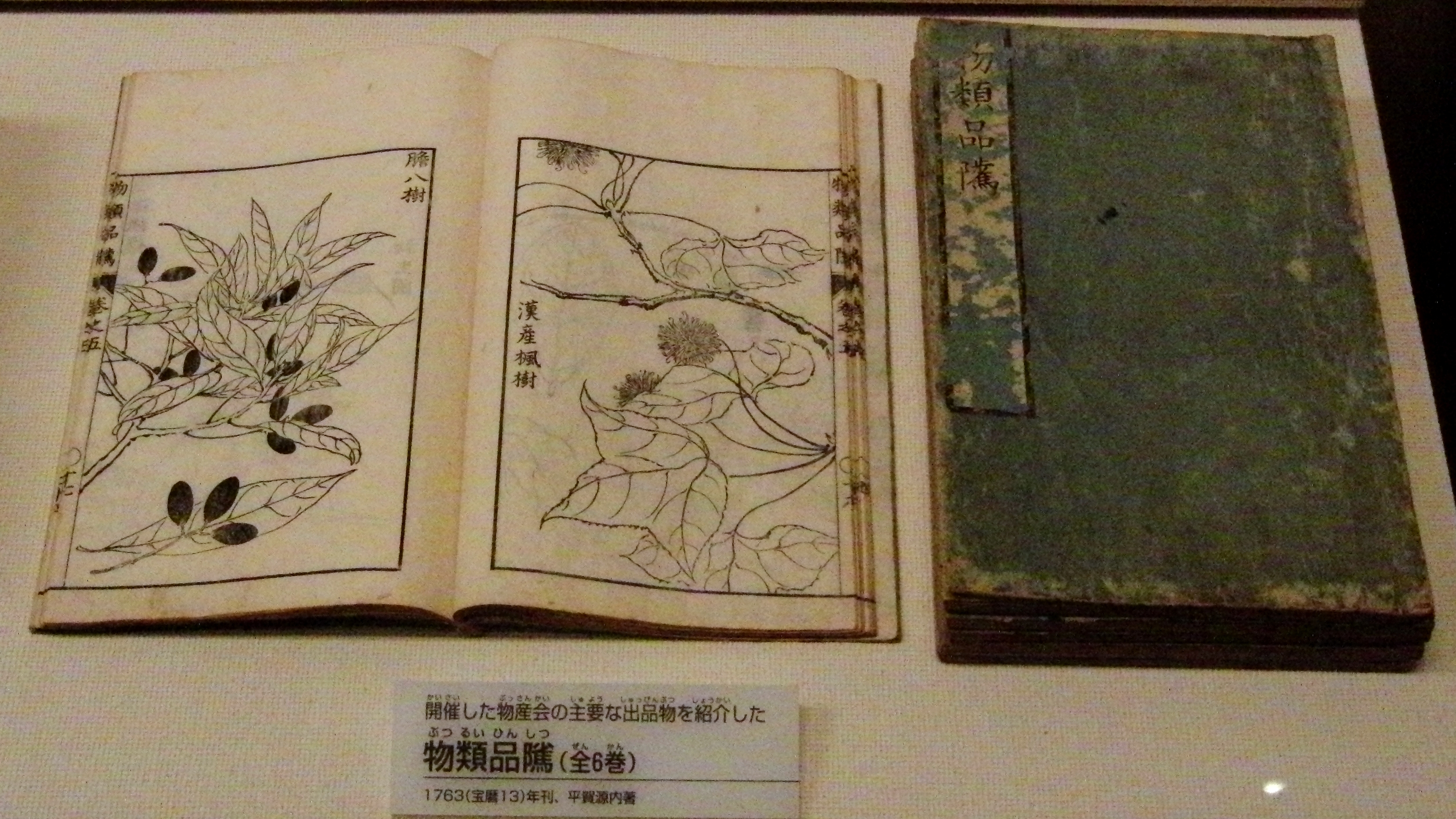
『物類品隲』。1763（宝暦13）年刊。平賀源内著。国立科学博物館の展示。

早くから本草学方面へ興味を持ち、田村藍水門下に学んだ。宝暦7年（1757年）の田村一門の物産会に参加。
宝暦13年（1763年）、平賀源内発行の『物類品隲』（ぶつるいひんしつ）の校閲をしている。
宝暦14年（1764年）の源内による火浣布創製、明和2年（1765年）の寒暖計にも協力した。
安永5年（1776年）、博物学者ツンベリーが来都した際に医学と植物標本作成法についての教えを受けている。

## 蘭学者としての活動

### 『解体新書』以前
同町の安富奇碩（やすとみきせき）からオランダ文字（アルファベット）を使ったいろは四十七文字（一種のローマ字）を学んだ。また、しばしばカピタンの逗留する長崎屋に訪れている。

### 『解体新書』翻訳
明和8年（1771年）、杉田玄白が『クルムス解剖書』（いわゆる『ターヘル・アナトミア』）を入手する仲立ちをする。同年小塚原刑場で腑分けに立ち会い、翌日から前野良沢・杉田玄白とともに翻訳作業を開始する。自らも『パルヘイン解体書』『バルシトス解体書』を所有していたことが『解体新書』に見える。安永2年（1773年）正月『解体約図』発行（校閲者として）。安永3年（1774年）8月『解体新書』出版（校者として）。

### 『解体新書』以降
『解体新書』上梓以降も前野良沢のもとでオランダ語の学習を進めた。安永5年（1776年）、桂川甫周とともに江戸参府中のツンベリーを訪ねる。医学・博物学について教えを受ける。ツンベリーは、淳庵はかなりよくオランダ語を話すと記している。
また、商館長イサーク・チチングへ宛てた手紙が現存しており、流麗な筆記体で書かれている。ただし岩崎克己（『前野蘭化』の著者）によると、格や活用についての理解は不十分であるとのこと。もっともこれは中川淳庵だけの問題ではなく、次世代の大槻玄沢においてもオランダ語の格・活用は完全に理解されていなかった。ちなみに、自署として"Nakagawa Sjunnan"と記されている。
『和蘭局方』（オランダの薬局方の翻訳）、『和蘭薬譜』、『五液精要』の翻訳に取りかかるも、未完のまま世を去る。

## 影響
ツンベリーとの交流より、その『日本旅行記』に名が記され、西洋にも知られるようになる。寛政5年（1793年）、ロシアから大黒屋光太夫が帰還したとき、光太夫はロシアで聞いた日本人の名として中川淳庵・桂川甫周の名を挙げている。
大槻玄沢は晩年、お世話になった人の一人として中川淳庵を挙げている。

## 登場作品
- 佐伯泰英「居眠り磐音 江戸双紙」　（双葉社）
- みなもと太郎「風雲児たち」　（リイド社）